# Michael Houghton
Sir Michael Houghton (* 1949 Londýn) je britský mikrobiolog a profesor virologie. V roce 2020 získal spolu s Harvey Alterem a Charlesem Riceem Nobelovu cenu za fyziologii a lékařství, a to za objev viru hepatitidy typu C (HCV) v roce 1989. Alter prokázal, že neznámý virus je běžnou příčinou nevysvětlitelné chronické hepatitidy přenášené krví, Houghton izoloval genom nového viru, který byl pojmenován virus hepatitidy C a Rice poskytl poslední klíčový důkaz, že infekce virem hepatitidy C může sama o sobě způsobit hepatitidu.
Objev HCV vedl k rychlému vývoji diagnostických testů, které odhalí virus v zásobách krve, což snížilo riziko získání hepatitidy prostřednictvím krevní transfuze. Odhaduje se, že testování protilátek zabránilo jen v USA nejméně 40 000 nových infekcí ročně a celosvětově mnohem více. Tento objev také umožnil rychlý vývoj protivirových léků zaměřených na chronickou hepatitidu C. Poprvé v historii lze nyní toto onemocnění léčit, což zvyšuje naději na vymýcení viru hepatitidy C ze světové populace.  Houghton v roce 1986 také popsal genom hepatitidy typu D.

## Život
Jeho otec byl řidič kamionu a odborový předák. Kdyby se Houghton řídil radou svého otce, stal by se diplomovaným účetním. Místo toho se v  17 letech rozhodl stát mikrobiologem poté, co si přečetl knihu o Louisi Pasteurovi. Získal stipendium na University of East Anglia, kde vystudoval biologii. Absolvoval v roce 1972. Doktorát v biochemii si udělal na King's College v Londýně v roce 1977. Po studiu nastoupil do společnosti G. D. Searle & Company (součást korporace Pfizer) ve Velké Británii, kde se zabýval studiem genů lidského interferonu. V roce 1982 odjel do Spojených států, kde začal pracovat pro Chiron Corporation (od roku 2006 součást korporace Novartis). V roce 2007 z Chironu přešel do firmy Epiphany Biosciences, v roce 2009 se pak odstěhoval do Kanady, kde přijal profesorský post na Albertské univerzitě v Edmontonu. V roce 2021 byl za zásluhy o medicínu povýšen do šlechtického stavu.

## Vědecká kariéra
Houghton spolu s kolegy Qui-Lim Choo a Georgem Kuo ze společnosti Chiron a Danielem W. Bradleym z Centra pro kontrolu a prevenci nemocí objevili HCV. Virus objevili pomocí tzv. proteomického přístupu, tj. identifikace struktury a funkce různých virových proteinů. Testovali každý molekulární klon, o kterém se domnívali, že by mohl pocházet z viru, aby potvrdili, že pochází z virového genomu. Po šesti letech neúspěchů našli v roce 1989 slibného kandidáta a vyvinuli metodu k jeho stanovení v séru. Vyzvali mezinárodní lékaře, aby jim posílali vzorky séra s non-A, non-B virem. Když tyto vzorky otestovali, výsledky byly pozitivní. Našli virus. Houghton na toto období vzpomíná:
„Tehdy jsme měli k dispozici jen omezené nástroje, takže to bylo spíše jako hledat jehlu v kupce sena. Množství viru přítomného v játrech a krvi bylo velmi malé a citlivost našich technik nebyla dostatečně vysoká. Vyzkoušeli jsme spoustu metod, pravděpodobně 30 nebo 40 různých metodických postupů v průběhu sedmi let, a nakonec jeden fungoval.“
Za objev viru hepatitidy C byl Houghton spolu s Harvey Alterem a Charlesem Ricem oceněn v roce 2020 Nobelovou cenou za fyziologii a lékařství.

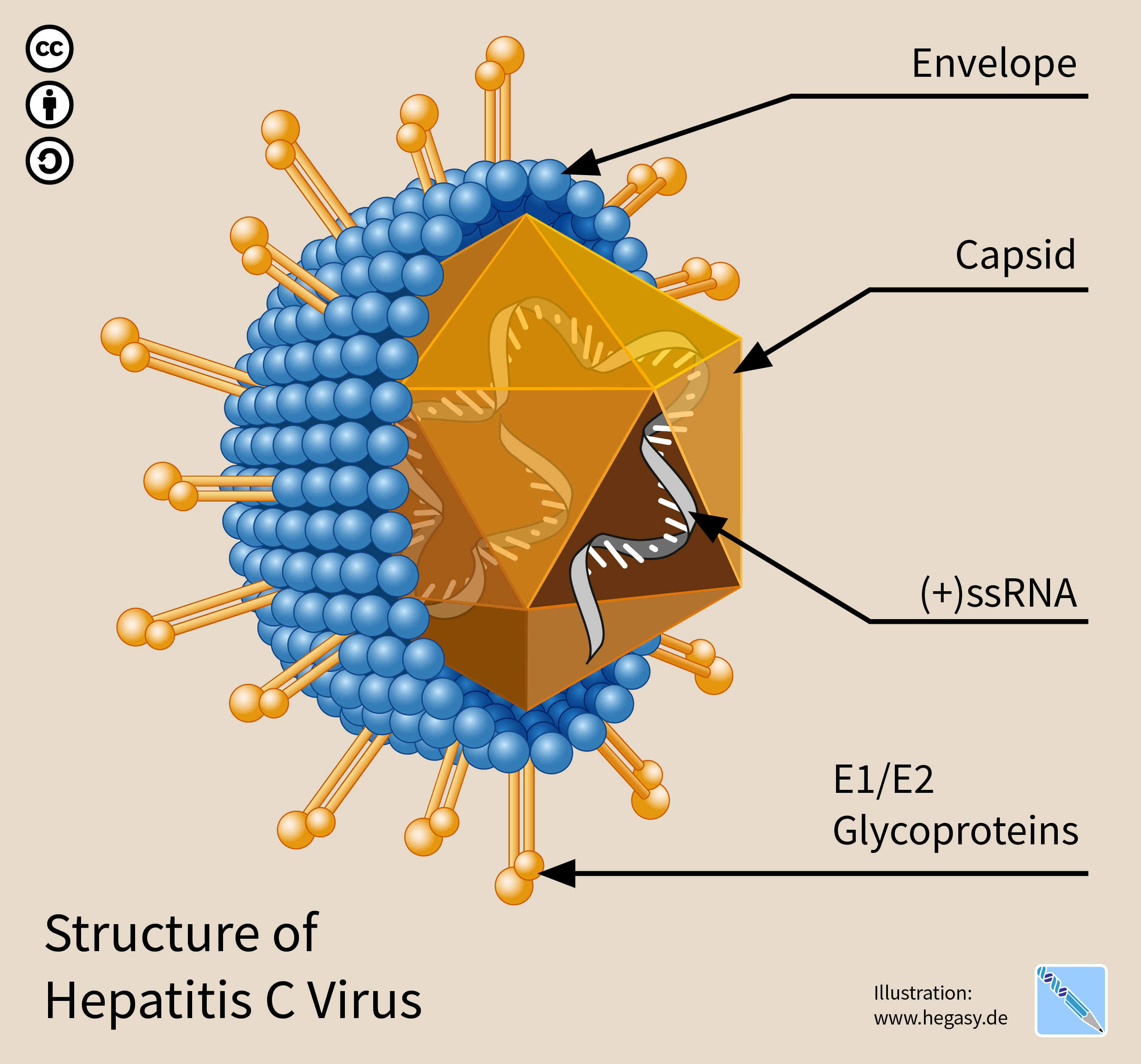
Virus hepatitidy C

Dalším úkolem po objevení viru byla ochrana transfúzní krve, aby při tranfúzi nedocházelo k nákaze HCV. Houghton je spoluautorem řady významných studií publikovaných v letech 1989 a 1990, které identifikovaly protilátky proti hepatitidě C v krvi, zejména u pacientů s vyšším rizikem nákazy touto chorobou, včetně těch, kteří podstoupili krevní transfuzi. Tato práce vedla v roce 1990 k vývoji krevního screeningového testu, který se od roku 1992 začal používat nejprve v Kanadě, kde nová technologie brzy prakticky eliminovala kontaminaci darované krve hepatitidou C. V jiných studiích ze stejné doby Houghton a jeho spolupracovníci upozornili na souvislost hepatitidy C s rakovinou jater.
Houghtonův tým se poté zaměřil na nalezení účinnější léčby pro pacienty s hepatitidou C, sekvenoval genom viru a identifikoval několik cílů pro budoucí vývoj vysoce selektivních a účinných antivirotik. Díky tomu se výrazně zlepšila léčba hepatitidy C, která byla v minulosti poměrně málo účinná.
V roce 2004 Houghton vytvořil úspěšnou vakcínu proti viru SARS-CoV-1 a nedávno vedl úsilí o vytvoření vakcíny proti viru covidu.
Na Albertské univerzitě se zaměřil na vývoj vakcíny proti HCV. V roce 2013 Houghtonův tým prokázal, že vakcína odvozená od jediného kmene viru dokáže zabránit infekci buněčných kultur způsobené rozdílnými kmeny tohoto viru. V roce 2020 se tato vakcína dostala do fáze preklinických studií. V následujících pěti až sedmi letech plánuje se svým týmem otestovat vylepšenou verzi vakcíny u skupiny osob s nejvyšším rizikem nákazy hepatitidou C, u uživatelů nitrožilních drog.